# Фабіан Рінаудо
Фабіан Рінаудо (ісп. Fabián Rinaudo, нар. 15 травня 1987, Армстронг) — аргентинський футболіст, півзахисник клубу «Хімнасія і Есгріма».
Грав за національну збірну Аргентини.

## Клубна кар'єра
Народився 15 травня 1987 року в місті Армстронг.  Вихованець футбольної школи клубу «Хімнасія і Есгріма». 
Дорослу футбольну кар'єру розпочав 2008 року в основній команді того ж клубу, в якій провів три сезони, взявши участь у 100 матчах чемпіонату. Більшість часу, проведеного у складі «Хімнасія і Есгріма», був основним гравцем команди.
3 липня 2011 року приєднався до складу «Спортінга». Відіграв за лісабонський клуб наступні два з половиною сезони своєї ігрової кар'єри, проте основним гравцем так і не став.
10 січня 2014 року на правах оренди перейшов у «Катанію» і до кінця сезону зіграв у 17 матчах Серії А. Незважаючи на те, що за підсумками сезону клуб зайняв 18 місце і вилетів в Серію Б, контракт Рінаудо був викуплений і весь наступний сезон аргентинець провів у другому італійському дивізіоні. Граючи там також здебільшого виходив на поле в основному складі команди, зігравши у 31 матчі чемпіонату.
7 липня 2015 року був відданий на рів в оренду в рідний клуб «Хімнасія і Есгріма». Відтоді встиг відіграти за команду з Ла Плати 13 матчів в національному чемпіонаті.

## Виступи за збірну
20 травня 2009 року дебютував в офіційних матчах у складі національної збірної Аргентини в товариській грі проти збірної Панами (3:1). Всього провів у формі головної команди країни 4 матчі.